# 月牙湖 (南京)
32°01′42″N 118°49′54″E / 32.028238°N 118.83175°E

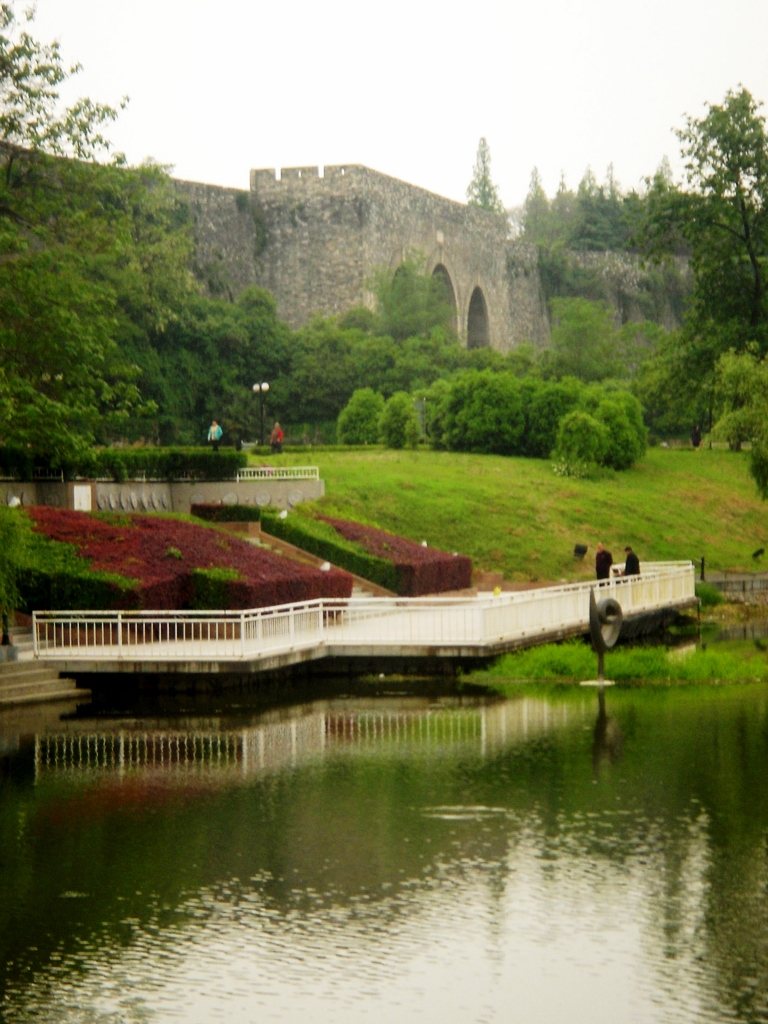
月牙湖公园及中山门

月牙湖，是南京市秦淮区的湖泊，为明代护城河的一部分，因形似月牙而得名。1998年建成月牙湖公园，占地0.296平方千米，其中水面0.172平方千米。中山门位于湖旁。